# Xã Rock, Quận Marshall, Kansas
Xã Rock (tiếng Anh: Rock Township) là một xã thuộc quận Marshall, tiểu bang Kansas, Hoa Kỳ. Năm 2010, dân số của xã này là 137 người.